# Place Tchapaïev
La place Tchapaïev (пло́щадь Чапа́ева) est une place de la ville de Samara en Russie dans le district urbain (raïon) de Lénine. Elle est formée par les rues Kouïbychev, Frounzé, Vilonovskaïa et Chostakovitch. Le théâtre dramatique de Samara donne sur la place. La place longe le jardin Stroukov.

## Groupe sculpté

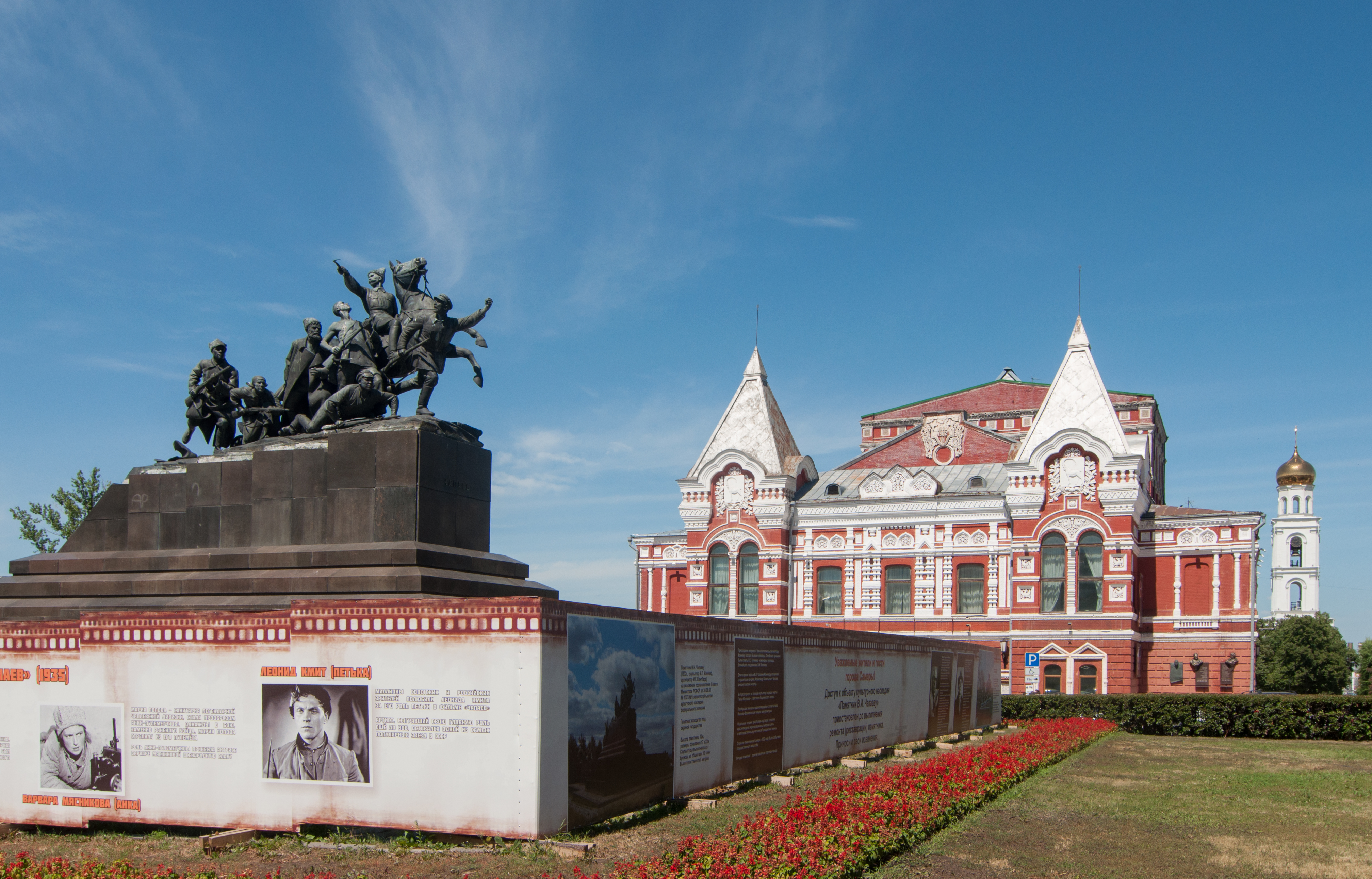
Le monument de Tchapaïev, au fond: le théâtre dramatique de Samara.

Le milieu de la place est occupé par le monument de Tchapaïev élevé en 1932. Ce groupe sculpté est érigé à la gloire de Vassili Tchapaïev; il mesure 10 mètres de hauteur pour 17 x 22 mètres.
L'auteur de l'œuvre est le sculpteur Matveï Maniser. Une copie de ce groupe sculpté, réalisée en 1933, peut être vue à Saint-Pétersbourg devant l'académie militaire Boudionny.

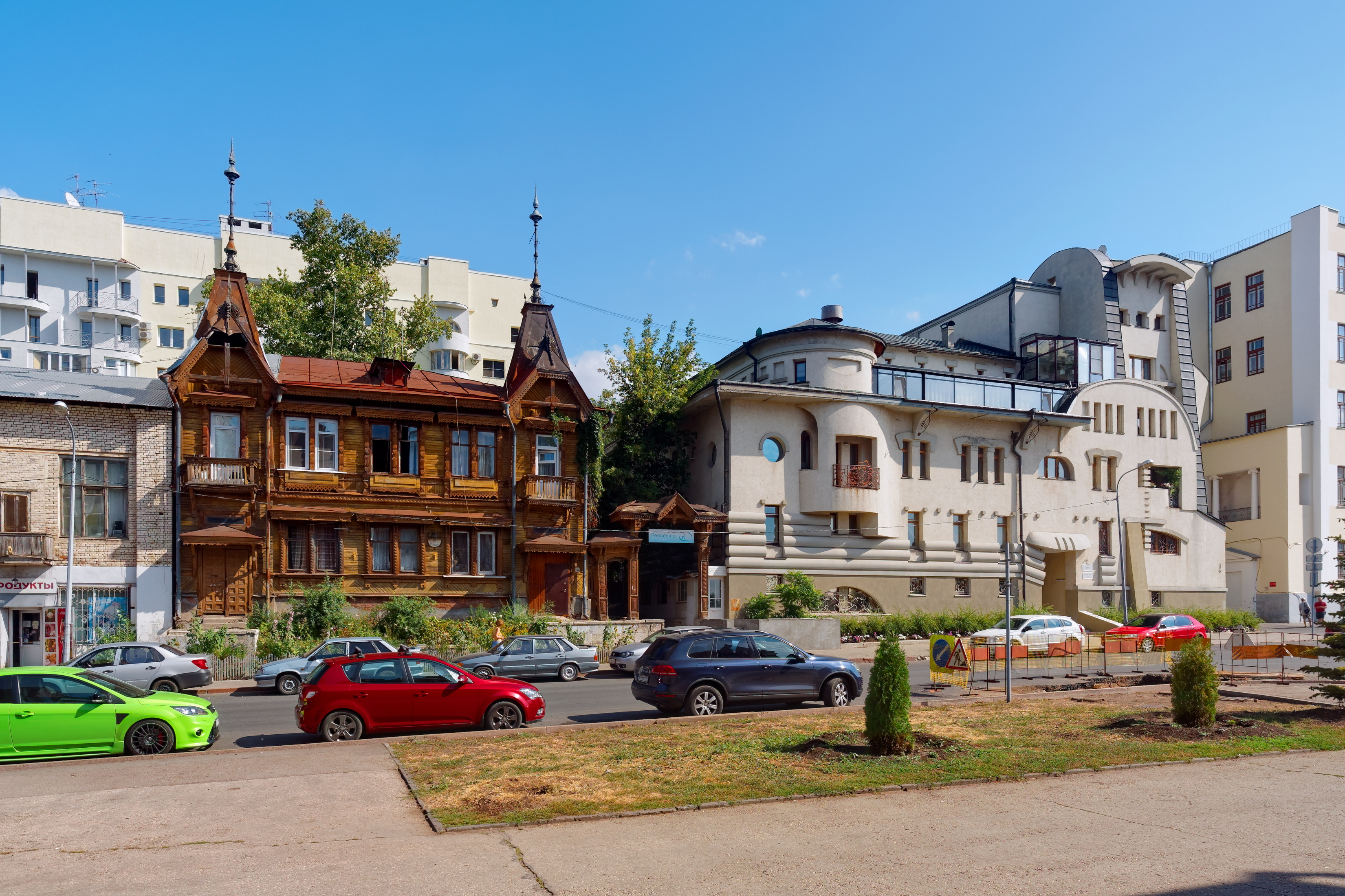
L'hôtel particulier Poplavski et l'immeuble «Mucha» bordent la place du côté Est.

## Cimetière des gardes rouges

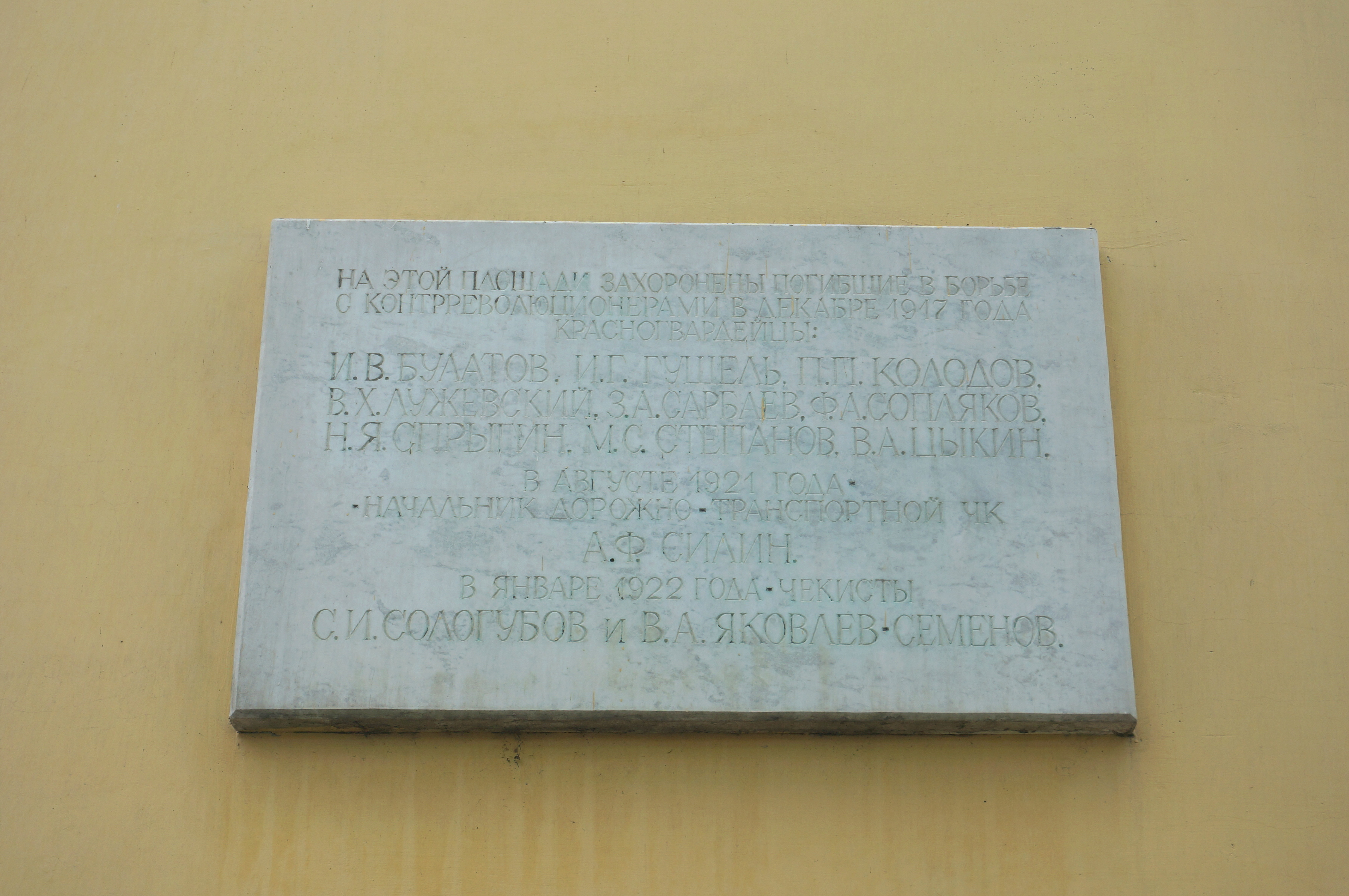
Plaque mémorielle au n° 5 rue Chostakovitch, rappelant le souvenir des gardes rouges enterrés sous la place.

Un tué de la journée du 30 novembre 1917, Mikhaïl Stepanov, ouvrier de l'usine de tuyaux qui gardait l'entrée du comité révolutionnaire (au n° 167 de la rue Frounzé, aujourd'hui institut de la culture), est enterré ici, ainsi que le 26 décembre suivant huit gardes rouges tués au cours d'un attentat dans le sous-sol du même immeuble, ainsi que le garde rouge I. Boulatov, tué dans les combats devant Orenbourg. 
Le 16 août 1921, le chef du transport de la tchéka, A.F. Siline, tué dans les environs de Bouzoulouk, est enterré ici, de même qu'en janvier 1922, deux tchékistes, S. Sollogoubov et V. Semenov-Iakovlev, tués par des bandits.
Les sépultures se trouvent sans doute entre l'édifice de l'institut de la culture et le monument de Tchapaïev.

## Transport
Les stations de transports publics menant à la place sont les suivantes:
- Autobus:
  - «jardin Stroukov/ Krasnoarmeïskaïa/maison de l'Industrie» rue Kouïbychev
  - «maison des Officiers» rue Chostakovitch
  - «rue Founzé» rue de l'Armée rouge (Krasnoarmeïskaïa)
- Tramway arrêt «rue Founzé» des lignes 1, 3, 5, 15, 16, 20.